# Collegio elettorale di Breno (Senato della Repubblica)
Il collegio di Breno fu un collegio elettorale uninominale della Repubblica Italiana appartenente alla Circoscrizione Lombardia; fu utilizzato per eleggere un senatore della Repubblica dalla I alla XI legislatura.

## Storia
Il collegio venne creato nel 1948 secondo la legge n. 29 del 6 febbraio 1948 la quale, pur basandosi sull'impianto proporzionale in vigore per la Camera, rispetto a quest'ultima conteneva alcuni piccoli correttivi in senso maggioritario. Tale legge ebbe il suo definitivo perfezionamento col Testo Unico n. 361 del 1957. Differentemente dalla Camera, la legge elettorale del Senato si articolava su base regionale, seguendo il dettato costituzionale (art.57). Ogni Regione era suddivisa in tanti collegi uninominali quanti erano i seggi ad essa assegnati. All'interno di ciascun collegio, veniva eletto il candidato che avesse raggiunto il quorum del 65% delle preferenze: tale soglia, oggettivamente di difficilissimo conseguimento, tradiva l'impianto proporzionale su cui era concepito anche il sistema elettorale della Camera Alta. Qualora, come normalmente avveniva, nessun candidato avesse conseguito l'elezione, i voti di tutti i candidati venivano raggruppati in liste di partito a livello regionale, dove i seggi venivano allocati utilizzando il metodo D'Hondt delle maggiori medie statistiche e quindi, all'interno di ciascuna lista, venivano dichiarati eletti i candidati con le migliori percentuali di preferenza.
Il collegio di Breno venne abrogato nel 1993, con la cosiddetta Legge Mattarella (Legge n. 276, Norme per l'elezione del Senato della Repubblica), attuata in seguito al referendum abrogativo del 1993. Con la legge Mattarella venne istituito per la Camera dei deputati e per il Senato della Repubblica un sistema di elezione misto, in parte maggioritario e in parte proporzionale. Il 75% dei parlamentari dell'assemblea veniva eletto in collegi uninominali tramite sistema maggioritario a turno unico; il restante 25% al Senato veniva eletto tramite recupero proporzionale dei più votati non eletti attraverso un meccanismo di calcolo denominato "scorporo", cioè sottraendo dal conteggio dei voti totali di una lista nella parte proporzionale i voti ottenuti dai candidati collegati alla medesima lista che erano eletti nei collegi uninominali con il sistema maggioritario.

### Territorio
Il collegio di Breno era uno dei 31 collegi uninominali in cui era suddivisa la Lombardia; comprendeva i seguenti comuni: Adro, Angolo, Berzo Demo, Berzo Inferiore, Bienno, Borno, Breno, Capo di Ponte, Capriolo, Castegnato, Cazzago San Martino, Cedegolo, Cellatica, Cerveno, Ceto, Cimbergo, Cividate Camuno, Coccaglio, Cologne, Corte Franca, Corteno Golgi, Darfo Boario Terme, Edolo, Erbusco, Esine, Gianico, Gussago, Incudine, Iseo, Lozio, Malegno, Malonno, Marone, Monno, Monte Isola, Monticelli Brusati, Ome, Ono San Pietro, Ospitaletto, Ossimo, Paderno Franciacorta, Paisco Loveno, Palazzolo sull'Oglio, Paratico, Paspardo, Passirano, Pian Camuno, Pisogne, Ponte di Legno, Prestine, Provaglio d'Iseo, Rodengo-Saiano, Rovato, Sale Marasino, Sellero, Sulzano, Temù, Valsaviore, Vezza d'Oglio, Vione e Zone.
.

## Dati elettorali

### I legislatura
|                               | Angelo Cemmi ✔️ Eletto | Democrazia Cristiana                             | 61 751  | 68,62 |  |  |  |  |  |
|                               | Guglielmo Ghislandi    | Fronte Democratico Popolare                      | 20 839  | 23,16 |  |  |  |  |  |
|                               | Rosolino Sarotti       | Unità Socialista - Partito Repubblicano Italiano | 4 120   | 4,58  |  |  |  |  |  |
|                               | Luigi Reverberi        | Blocco Nazionale                                 | 3 283   | 3,65  |  |  |  |  |  |
| Totale                        | Totale                 | Totale                                           | 89 993  | 100   |  |  |  |  |  |
|                               |                        |                                                  |         |       |  |  |  |  |  |
| Voti non validi               | Voti non validi        | Voti non validi                                  | 6 235   | 6,48  |  |  |  |  |  |
| Votanti                       | Votanti                | Votanti                                          | 96 228  | 93,96 |  |  |  |  |  |
| Elettori                      | Elettori               | Elettori                                         | 102 409 |       |  |  |  |  |  |
|                               |                        |                                                  |         |       |  |  |  |  |  |
| Data: 18 aprile 1948          |                        |                                                  |         |       |  |  |  |  |  |
| Fonte: Ministero dell'interno |                        |                                                  |         |       |  |  |  |  |  |

### II legislatura
|                                                                                | Angelo Cemmi ✔️ Eletto | Democrazia Cristiana                    | 63 616  | 64,12 |  |  |  |  |  |
|                                                                                | Angelo Venturelli      | Partito Socialista Italiano             | 15 529  | 15,65 |  |  |  |  |  |
|                                                                                | Giuseppe Ghetti        | Partito Comunista Italiano              | 9 046   | 9,12  |  |  |  |  |  |
|                                                                                | Camillo Belli          | Partito Socialista Democratico Italiano | 3 541   | 3,57  |  |  |  |  |  |
|                                                                                | Ghelfino Bargnani      | Movimento Sociale Italiano              | 3 082   | 3,11  |  |  |  |  |  |
|                                                                                | Giuseppe Vignola       | Partito Nazionale Monarchico            | 2 382   | 2,40  |  |  |  |  |  |
|                                                                                | Francesco Apollonio    | Partito Liberale Italiano               | 754     | 0,76  |  |  |  |  |  |
|                                                                                | Gianfrancesco Tirale   | Partito Repubblicano Italiano           | 538     | 0,54  |  |  |  |  |  |
|                                                                                | Giuseppe Reda          | Unità Popolare                          | 403     | 0,41  |  |  |  |  |  |
|                                                                                | Ottorino Passarella    | Alleanza Democratica Nazionale          | 320     | 0,32  |  |  |  |  |  |
| Totale                                                                         | Totale                 | Totale                                  | 99 211  | 100   |  |  |  |  |  |
|                                                                                |                        |                                         |         |       |  |  |  |  |  |
| Voti non validi                                                                | Voti non validi        | Voti non validi                         | 4 852   | 4,66  |  |  |  |  |  |
| Votanti                                                                        | Votanti                | Votanti                                 | 104 063 | 94,65 |  |  |  |  |  |
| Elettori                                                                       | Elettori               | Elettori                                | 109 940 |       |  |  |  |  |  |
|                                                                                |                        |                                         |         |       |  |  |  |  |  |
| Nota: quorum del 65% non raggiunto; ripartizione dei seggi a livello regionale |                        |                                         |         |       |  |  |  |  |  |
| Data: 7 giugno 1953                                                            |                        |                                         |         |       |  |  |  |  |  |
| Fonte: Ministero dell'interno                                                  |                        |                                         |         |       |  |  |  |  |  |

### III legislatura
|                                                                                | Angelo Cemmi ✔️ Eletto                  | Democrazia Cristiana                    | 65 835  | 61,17 |  |  |  |  |  |
|                                                                                | Giovan Battista Gheza                   | Partito Socialista Italiano             | 17 186  | 15,97 |  |  |  |  |  |
|                                                                                | Italo Nicoletto                         | Partito Comunista Italiano              | 9 778   | 9,08  |  |  |  |  |  |
|                                                                                | Alessandro Morino                       | Partito Socialista Democratico Italiano | 7 591   | 7,05  |  |  |  |  |  |
|                                                                                | Pietro Facchini                         | Movimento Sociale Italiano              | 2 599   | 2,41  |  |  |  |  |  |
|                                                                                | Andrea Beccagutti                       | Partito Liberale Italiano               | 2 185   | 2,03  |  |  |  |  |  |
|                                                                                | Alessandro Monti della Corte Pierantoni | Partito Nazionale Monarchico            | 1 491   | 1,39  |  |  |  |  |  |
|                                                                                | Giuseppe Zeni                           | Partito Monarchico Popolare             | 555     | 0,52  |  |  |  |  |  |
|                                                                                | Gino Levi                               | PRI - PR                                | 413     | 0,38  |  |  |  |  |  |
| Totale                                                                         | Totale                                  | Totale                                  | 107 633 | 100   |  |  |  |  |  |
|                                                                                |                                         |                                         |         |       |  |  |  |  |  |
| Voti non validi                                                                | Voti non validi                         | Voti non validi                         | 4 591   | 4,09  |  |  |  |  |  |
| Votanti                                                                        | Votanti                                 | Votanti                                 | 112 224 | 94,48 |  |  |  |  |  |
| Elettori                                                                       | Elettori                                | Elettori                                | 118 778 |       |  |  |  |  |  |
|                                                                                |                                         |                                         |         |       |  |  |  |  |  |
| Nota: quorum del 65% non raggiunto; ripartizione dei seggi a livello regionale |                                         |                                         |         |       |  |  |  |  |  |
| Data: 25 maggio 1958                                                           |                                         |                                         |         |       |  |  |  |  |  |
| Fonte: Ministero dell'interno                                                  |                                         |                                         |         |       |  |  |  |  |  |

### IV legislatura
|                                                                                | Enrico Roselli ✔️ Eletto     | Democrazia Cristiana                             | 62 329  | 56,92 |  |  |  |  |  |
|                                                                                | Oreste Bonomelli             | Partito Socialista Italiano                      | 16 479  | 15,05 |  |  |  |  |  |
|                                                                                | Alessandro Morino ✔️ Eletto  | Partito Socialista Democratico Italiano          | 11 790  | 10,77 |  |  |  |  |  |
|                                                                                | Italo Nicoletto              | Partito Comunista Italiano                       | 11 220  | 10,25 |  |  |  |  |  |
|                                                                                | G. Donati                    | Partito Liberale Italiano                        | 3 576   | 3,27  |  |  |  |  |  |
|                                                                                | P. Facchini                  | Movimento Sociale Italiano                       | 2 688   | 2,45  |  |  |  |  |  |
|                                                                                | Alessandro Monti della Corte | Partito Democratico Italiano di Unità Monarchica | 1 097   | 1,00  |  |  |  |  |  |
|                                                                                | A. Brunelli                  | Concentrazione di Unità Rurale                   | 329     | 0,30  |  |  |  |  |  |
| Totale                                                                         | Totale                       | Totale                                           | 109 508 | 100   |  |  |  |  |  |
|                                                                                |                              |                                                  |         |       |  |  |  |  |  |
| Voti non validi                                                                | Voti non validi              | Voti non validi                                  | 5 430   | 4,72  |  |  |  |  |  |
| Votanti                                                                        | Votanti                      | Votanti                                          | 114 938 | 94,03 |  |  |  |  |  |
| Elettori                                                                       | Elettori                     | Elettori                                         | 122 236 |       |  |  |  |  |  |
|                                                                                |                              |                                                  |         |       |  |  |  |  |  |
| Nota: quorum del 65% non raggiunto; ripartizione dei seggi a livello regionale |                              |                                                  |         |       |  |  |  |  |  |
| Data: 28 aprile 1963                                                           |                              |                                                  |         |       |  |  |  |  |  |
| Fonte: Ministero dell'interno                                                  |                              |                                                  |         |       |  |  |  |  |  |

### V legislatura
|                                                                                | Giacomo Samuele Mazzoli ✔️ Eletto | Democrazia Cristiana                             | 67 137  | 58,05 |  |  |  |  |  |
|                                                                                | E. Giori                          | PCI - PSIUP                                      | 19 817  | 17,14 |  |  |  |  |  |
|                                                                                | Alessandro Morino                 | PSI-PSDI Unificati                               | 17 926  | 15,50 |  |  |  |  |  |
|                                                                                | G. Castagna                       | Partito Liberale Italiano                        | 6 451   | 5,58  |  |  |  |  |  |
|                                                                                | R. Bicci                          | Movimento Sociale Italiano                       | 2 785   | 2,41  |  |  |  |  |  |
|                                                                                | E. Raverdino                      | Partito Democratico Italiano di Unità Monarchica | 986     | 0,85  |  |  |  |  |  |
|                                                                                | G. Torri                          | Partito Repubblicano Italiano                    | 544     | 0,47  |  |  |  |  |  |
| Totale                                                                         | Totale                            | Totale                                           | 115 646 | 100   |  |  |  |  |  |
|                                                                                |                                   |                                                  |         |       |  |  |  |  |  |
| Voti non validi                                                                | Voti non validi                   | Voti non validi                                  | 6 225   | 5,11  |  |  |  |  |  |
| Votanti                                                                        | Votanti                           | Votanti                                          | 121 871 | 94,82 |  |  |  |  |  |
| Elettori                                                                       | Elettori                          | Elettori                                         | 128 523 |       |  |  |  |  |  |
|                                                                                |                                   |                                                  |         |       |  |  |  |  |  |
| Nota: quorum del 65% non raggiunto; ripartizione dei seggi a livello regionale |                                   |                                                  |         |       |  |  |  |  |  |
| Data: 19 maggio 1968                                                           |                                   |                                                  |         |       |  |  |  |  |  |
| Fonte: Ministero dell'interno                                                  |                                   |                                                  |         |       |  |  |  |  |  |

### VI legislatura
|                                                                                | Giacomo Samuele Mazzoli ✔️ Eletto | Democrazia Cristiana                    | 70 599  | 58,10 |  |  |  |  |  |
|                                                                                | G. Viviani                        | PCI - PSIUP                             | 19 993  | 16,45 |  |  |  |  |  |
|                                                                                | G. Valgimigli                     | Partito Socialista Italiano             | 13 465  | 11,08 |  |  |  |  |  |
|                                                                                | V. E. L. Vanzo                    | Partito Socialista Democratico Italiano | 6 700   | 5,51  |  |  |  |  |  |
|                                                                                | G. Castagna                       | Partito Liberale Italiano               | 5 258   | 4,33  |  |  |  |  |  |
|                                                                                | Alessandro Monti della Corte      | Movimento Sociale Italiano              | 3 561   | 2,93  |  |  |  |  |  |
|                                                                                | L. Picciocchi                     | Partito Repubblicano Italiano           | 1 932   | 1,59  |  |  |  |  |  |
| Totale                                                                         | Totale                            | Totale                                  | 121 508 | 100   |  |  |  |  |  |
|                                                                                |                                   |                                         |         |       |  |  |  |  |  |
| Voti non validi                                                                | Voti non validi                   | Voti non validi                         | 5 282   | 4,17  |  |  |  |  |  |
| Votanti                                                                        | Votanti                           | Votanti                                 | 126 790 | 95,42 |  |  |  |  |  |
| Elettori                                                                       | Elettori                          | Elettori                                | 132 874 |       |  |  |  |  |  |
|                                                                                |                                   |                                         |         |       |  |  |  |  |  |
| Nota: quorum del 65% non raggiunto; ripartizione dei seggi a livello regionale |                                   |                                         |         |       |  |  |  |  |  |
| Data: 7 maggio 1972                                                            |                                   |                                         |         |       |  |  |  |  |  |
| Fonte: Ministero dell'interno                                                  |                                   |                                         |         |       |  |  |  |  |  |

### VII legislatura
|                                                                                | Giacomo Samuele Mazzoli ✔️ Eletto | Democrazia Cristiana                    | 70 836  | 55,29 |  |  |  |  |  |
|                                                                                | Italo Nicoletto                   | Partito Comunista Italiano              | 28 046  | 21,89 |  |  |  |  |  |
|                                                                                | Ugo Pedrali                       | Partito Socialista Italiano             | 14 608  | 11,40 |  |  |  |  |  |
|                                                                                | Angelo Franceschetti              | Partito Socialista Democratico Italiano | 4 622   | 3,61  |  |  |  |  |  |
|                                                                                | Giulio Leone Salvini              | Movimento Sociale Italiano              | 2 987   | 2,33  |  |  |  |  |  |
|                                                                                | Rizzardo Bino                     | Partito Liberale Italiano               | 2 584   | 2,02  |  |  |  |  |  |
|                                                                                | Fausto Quilleri                   | Partito Repubblicano Italiano           | 1 920   | 1,50  |  |  |  |  |  |
|                                                                                | Ercole Rosildo Verzelletti        | Democrazia Proletaria                   | 1 829   | 1,43  |  |  |  |  |  |
|                                                                                | Gian Giorgio Foresti              | Partito Radicale                        | 674     | 0,53  |  |  |  |  |  |
| Totale                                                                         | Totale                            | Totale                                  | 128 106 | 100   |  |  |  |  |  |
|                                                                                |                                   |                                         |         |       |  |  |  |  |  |
| Voti non validi                                                                | Voti non validi                   | Voti non validi                         | 5 029   | 3,78  |  |  |  |  |  |
| Votanti                                                                        | Votanti                           | Votanti                                 | 133 135 | 95,38 |  |  |  |  |  |
| Elettori                                                                       | Elettori                          | Elettori                                | 139 588 |       |  |  |  |  |  |
|                                                                                |                                   |                                         |         |       |  |  |  |  |  |
| Nota: quorum del 65% non raggiunto; ripartizione dei seggi a livello regionale |                                   |                                         |         |       |  |  |  |  |  |
| Data: 20 giugno 1976                                                           |                                   |                                         |         |       |  |  |  |  |  |
| Fonte: Ministero dell'interno                                                  |                                   |                                         |         |       |  |  |  |  |  |

### VIII legislatura
|                                                                                | Giacomo Samuele Mazzoli ✔️ Eletto | Democrazia Cristiana                         | 70 752  | 54,20 |  |  |  |  |  |
|                                                                                | P. G. Bazzana                     | Partito Comunista Italiano                   | 29 032  | 22,24 |  |  |  |  |  |
|                                                                                | C. Valli                          | Partito Socialista Italiano                  | 13 885  | 10,64 |  |  |  |  |  |
|                                                                                | M. P. Fenini                      | Partito Socialista Democratico Italiano      | 6 085   | 4,66  |  |  |  |  |  |
|                                                                                | L. Pelamatti                      | Movimento Sociale Italiano                   | 3 018   | 2,31  |  |  |  |  |  |
|                                                                                | Z. Sabbadini                      | Partito Repubblicano Italiano                | 2 508   | 1,92  |  |  |  |  |  |
|                                                                                | P. D. Apicella                    | Partito Radicale                             | 2 062   | 1,58  |  |  |  |  |  |
|                                                                                | G. F. L. L. Regazzoli             | Partito Liberale Italiano                    | 2 024   | 1,55  |  |  |  |  |  |
|                                                                                | A. Gasparini                      | Nuova Sinistra Unita                         | 603     | 0,46  |  |  |  |  |  |
|                                                                                | F. Padula                         | Costituente di Destra - Democrazia Nazionale | 559     | 0,43  |  |  |  |  |  |
| Totale                                                                         | Totale                            | Totale                                       | 130 528 | 100   |  |  |  |  |  |
|                                                                                |                                   |                                              |         |       |  |  |  |  |  |
| Voti non validi                                                                | Voti non validi                   | Voti non validi                              | 6 554   | 4,78  |  |  |  |  |  |
| Votanti                                                                        | Votanti                           | Votanti                                      | 137 082 | 94,04 |  |  |  |  |  |
| Elettori                                                                       | Elettori                          | Elettori                                     | 145 768 |       |  |  |  |  |  |
|                                                                                |                                   |                                              |         |       |  |  |  |  |  |
| Nota: quorum del 65% non raggiunto; ripartizione dei seggi a livello regionale |                                   |                                              |         |       |  |  |  |  |  |
| Data: 3 giugno 1979                                                            |                                   |                                              |         |       |  |  |  |  |  |
| Fonte: Ministero dell'interno                                                  |                                   |                                              |         |       |  |  |  |  |  |

### IX legislatura
|                                                                                | Franco Salvi ✔️ Eletto  | Democrazia Cristiana                    | 62 996  | 48,42 |  |  |  |  |  |
|                                                                                | Dolores Abbiati         | Partito Comunista Italiano              | 29 287  | 22,51 |  |  |  |  |  |
|                                                                                | Ugo Pedrali             | Partito Socialista Italiano             | 15 594  | 11,99 |  |  |  |  |  |
|                                                                                | Paolino Parzani         | Partito Repubblicano Italiano           | 5 973   | 4,59  |  |  |  |  |  |
|                                                                                | Ezio Dionisio Antonioli | Partito Socialista Democratico Italiano | 4 685   | 3,60  |  |  |  |  |  |
|                                                                                | Carlo Telò              | Movimento Sociale Italiano              | 3 941   | 3,03  |  |  |  |  |  |
|                                                                                | Luigi Bastianini        | Partito Liberale Italiano               | 3 204   | 2,46  |  |  |  |  |  |
|                                                                                | Pierangelo Varolo       | Partito Radicale                        | 1 861   | 1,43  |  |  |  |  |  |
|                                                                                | Giuseppe Anni           | Democrazia Proletaria                   | 1 835   | 1,41  |  |  |  |  |  |
|                                                                                | Francesco Spallina      | Partito Cristiano Azione Sociale        | 464     | 0,36  |  |  |  |  |  |
|                                                                                | Giovanni Pietro Bocchi  | Lista per Trieste                       | 263     | 0,20  |  |  |  |  |  |
| Totale                                                                         | Totale                  | Totale                                  | 130 103 | 100   |  |  |  |  |  |
|                                                                                |                         |                                         |         |       |  |  |  |  |  |
| Voti non validi                                                                | Voti non validi         | Voti non validi                         | 9 739   | 6,96  |  |  |  |  |  |
| Votanti                                                                        | Votanti                 | Votanti                                 | 139 842 | 91,45 |  |  |  |  |  |
| Elettori                                                                       | Elettori                | Elettori                                | 152 911 |       |  |  |  |  |  |
|                                                                                |                         |                                         |         |       |  |  |  |  |  |
| Nota: quorum del 65% non raggiunto; ripartizione dei seggi a livello regionale |                         |                                         |         |       |  |  |  |  |  |
| Data: 26 giugno 1983                                                           |                         |                                         |         |       |  |  |  |  |  |
| Fonte: Ministero dell'interno                                                  |                         |                                         |         |       |  |  |  |  |  |

### X legislatura
|                                                                                | Franco Salvi ✔️ Eletto     | Democrazia Cristiana                    | 63 309  | 44,96 |  |  |  |  |  |
|                                                                                | Vittorio Marniga ✔️ Eletto | Partito Socialista Italiano             | 28 514  | 20,25 |  |  |  |  |  |
|                                                                                | V. Moncini                 | Partito Comunista Italiano              | 26 374  | 18,73 |  |  |  |  |  |
|                                                                                | A. Buffoli                 | Movimento Sociale Italiano              | 4 633   | 3,29  |  |  |  |  |  |
|                                                                                | M. Boni                    | Partito Repubblicano Italiano           | 3 742   | 2,66  |  |  |  |  |  |
|                                                                                | E. Antonioli               | Partito Socialista Democratico Italiano | 3 223   | 2,29  |  |  |  |  |  |
|                                                                                | L. Gonizzi De Giuli        | Lista Verde                             | 2 361   | 1,68  |  |  |  |  |  |
|                                                                                | A. Foi                     | Partito Liberale Italiano               | 2 324   | 1,65  |  |  |  |  |  |
|                                                                                | P. Varolo                  | Partito Radicale                        | 2 063   | 1,47  |  |  |  |  |  |
|                                                                                | A. Zinelli                 | Democrazia Proletaria                   | 1 887   | 1,34  |  |  |  |  |  |
|                                                                                | A. A. Poli                 | Lega Lombarda                           | 1 455   | 1,03  |  |  |  |  |  |
|                                                                                | A. Ziletti                 | Liga Veneta                             | 762     | 0,54  |  |  |  |  |  |
|                                                                                | A. P. Testori              | Alleanza Popolare Pensionati            | 172     | 0,12  |  |  |  |  |  |
| Totale                                                                         | Totale                     | Totale                                  | 140 819 | 100   |  |  |  |  |  |
|                                                                                |                            |                                         |         |       |  |  |  |  |  |
| Voti non validi                                                                | Voti non validi            | Voti non validi                         | 7 936   | 5,33  |  |  |  |  |  |
| Votanti                                                                        | Votanti                    | Votanti                                 | 148 755 | 92,41 |  |  |  |  |  |
| Elettori                                                                       | Elettori                   | Elettori                                | 160 981 |       |  |  |  |  |  |
|                                                                                |                            |                                         |         |       |  |  |  |  |  |
| Nota: quorum del 65% non raggiunto; ripartizione dei seggi a livello regionale |                            |                                         |         |       |  |  |  |  |  |
| Data: 14 giugno 1987                                                           |                            |                                         |         |       |  |  |  |  |  |
| Fonte: Ministero dell'interno                                                  |                            |                                         |         |       |  |  |  |  |  |

### XI legislatura
|                                                                                | Maria Paola Colombo Svevo ✔️ Eletto | Democrazia Cristiana                    | 50 348  | 32,91 |  |  |  |  |  |
|                                                                                | Marisa Bedoni                       | Lega Lombarda                           | 30 849  | 20,16 |  |  |  |  |  |
|                                                                                | Vittorio Marniga ✔️ Eletto          | Partito Socialista Italiano             | 21 486  | 14,04 |  |  |  |  |  |
|                                                                                | Marco Facchinetti                   | Partito Democratico della Sinistra      | 13 289  | 8,69  |  |  |  |  |  |
|                                                                                | Luciano Garatti                     | Partito Liberale Italiano               | 6 197   | 4,05  |  |  |  |  |  |
|                                                                                | Roberto Andrea Lorenzi              | Partito della Rifondazione Comunista    | 5 658   | 3,70  |  |  |  |  |  |
|                                                                                | Silvio Moretti                      | Lega Alpina Lumbarda                    | 4 997   | 3,27  |  |  |  |  |  |
|                                                                                | Ambrogio Minolfi                    | Partito Repubblicano Italiano           | 4 281   | 2,80  |  |  |  |  |  |
|                                                                                | Alessandro Buffoli                  | Movimento Sociale Italiano              | 3 247   | 2,12  |  |  |  |  |  |
|                                                                                | Gianpietro Federici                 | Lega Lombardia Europea                  | 2 365   | 1,55  |  |  |  |  |  |
|                                                                                | Piera Maculotti Orini               | Federazione dei Verdi                   | 2 074   | 1,36  |  |  |  |  |  |
|                                                                                | Augusta Lebano                      | La Lega Casalinghe-Pensionati           | 1 781   | 1,16  |  |  |  |  |  |
|                                                                                | Giuseppina Benini                   | Partito Pensionati                      | 1 430   | 0,93  |  |  |  |  |  |
|                                                                                | Giuseppe Damiani                    | Lista Marco Pannella                    | 1 075   | 0,70  |  |  |  |  |  |
|                                                                                | Giovanni Ducoli                     | Caccia Pesca Ambiente                   | 1 037   | 0,68  |  |  |  |  |  |
|                                                                                | Barbara Guglielmi                   | Alleanza Lombarda Autonomia             | 1 019   | 0,67  |  |  |  |  |  |
|                                                                                | Franco Marsetti                     | Partito Socialista Democratico Italiano | 994     | 0,65  |  |  |  |  |  |
|                                                                                | Alessandro Weissmann                | Sì Referendum                           | 594     | 0,39  |  |  |  |  |  |
|                                                                                | Diego Battista Odelli               | Movimento Fascismo e Libertà            | 171     | 0,11  |  |  |  |  |  |
|                                                                                | Alberto Licini                      | Federalismo - Pensionati Uomini Vivi    | 111     | 0,07  |  |  |  |  |  |
| Totale                                                                         | Totale                              | Totale                                  | 153 003 | 100   |  |  |  |  |  |
|                                                                                |                                     |                                         |         |       |  |  |  |  |  |
| Voti non validi                                                                | Voti non validi                     | Voti non validi                         | 7 452   | 4,64  |  |  |  |  |  |
| Votanti                                                                        | Votanti                             | Votanti                                 | 160 455 | 92,26 |  |  |  |  |  |
| Elettori                                                                       | Elettori                            | Elettori                                | 173 912 |       |  |  |  |  |  |
|                                                                                |                                     |                                         |         |       |  |  |  |  |  |
| Nota: quorum del 65% non raggiunto; ripartizione dei seggi a livello regionale |                                     |                                         |         |       |  |  |  |  |  |
| Data: 5 aprile 1992                                                            |                                     |                                         |         |       |  |  |  |  |  |
| Fonte: Ministero dell'interno                                                  |                                     |                                         |         |       |  |  |  |  |  |